# 第442連隊戦闘団
第442連隊戦闘団（だい442れんたいせんとうだん、英: 442nd Regimental Combat Team）は、第二次世界大戦中のアメリカ陸軍が有した連隊戦闘団である。士官などを除くほとんどの隊員が日系アメリカ人により構成されていた。ヨーロッパ戦線に投入され、枢軸国相手に勇戦敢闘した。アメリカ合衆国史上もっとも多くの勲章を受けた部隊としても知られる。
第二次世界大戦中、約33,000人の日系二世がアメリカ軍に従軍し、そのほとんどは本団、第100歩兵大隊、アメリカ陸軍情報部の3部隊のいずれかに配属された。
ロサンゼルス東南東、ボイルハイツにあるエバーグリーン墓地には、442連隊を含め日系二世兵の墓石がならんでいる。墓地の後方正面に立つ大きな白い大理石の塔には大きく漢字で「殉国碑」、その右下には同連隊を指揮したマーク・W・クラークが、左下にはドワイト・D・アイゼンハワーによるメッセージが、それぞれ刻まれている。

## 日系人部隊の編制

第442連隊戦闘団の編制図

1941年12月の真珠湾攻撃に伴い、アメリカ合衆国は日本に対して宣戦を布告した。その後アメリカ軍は緒戦で敗退を続けた上に、日本海軍の潜水艦によるアメリカ本土砲撃や、艦載機によるアメリカ本土空襲が行われたこともあり、アメリカ政府及び軍は日本軍のハワイ侵攻及び本土進攻が近い内に行われると予想し、その対策を進めていた。
その際にアメリカ政府は、アメリカ国内の日系人社会の動向を、黄色人種に対する人種差別的感情を背景に加えて、日米間関係が緊張した際、どう対応するかを日系人社会の指導的立場の人々が会合して協議した際、公的な場で改めて星条旗に対して忠誠を誓おうという意見が、反対多数で否決されたことで、忠誠度が不安視されていたこと（実際に同じく敵国であったドイツ系やイタリア系アメリカ人については、大がかりな強制収容は行われなかった）などから、1942年2月以降に、アメリカ西海岸に居住していた日系人と日本人移民約12万人は、ほとんどの財産を没収された上で全米に散らばる強制収容所に強制収容された。
なお、ハワイ準州（Territory of Hawaii）居住の日系人については、全体の人口に対して、その率が島によっては人口の半分程度とあまりにも多く、生活や経済が成り立たなくなると同時に膨大な経費と土地を必要とすることになるため、当局は日系人社会に対して影響力が高いとみられた日系人会幹部や僧侶ら数百人をホノルルのサンド・アイランドの収容所に収容、後に人数は数千人に増え、オアフ島のホノウリウリ抑留キャンプをはじめ、カウアイ島、マウイ島、ハワイ島（一部は本土）の数か所に強制収容したものの、全日系人が対象とはならなかった。例外的な例ではあるが、本土にも強制収容に抵抗して日系人住人を守った自治体があった。
第二次世界大戦の戦争目的として、日本は「（その殆どが欧米諸国の植民地にされている）アジアの白人支配からの解放」を謳い、アメリカでの日系人の強制収容を「白人の横暴の実例」として宣伝していた。アメリカはそれに反駁する必要に迫られ、日系人の部隊を編制することになった。また、高い士気を持った第100歩兵大隊が、軍事訓練においてひときわ優秀な成績をあげたこともこれを後押しした。
1942年6月に、在ハワイの日系二世の陸軍将兵約1,400名は「ハワイ緊急大隊」に編成され、ウィスコンシン州に送られた。同地のキャンプ・マッコイで部隊は再編され、第100歩兵大隊（100th infantry battalion）と命名される。大隊長以下3人の幹部は白人だったが、その他の士官と兵員は日系人で占められていた。ここで部隊は訓練を重ね、1943年1月にはミシシッピ州のキャンプ・シェルビーに移駐する。これ以前にも、既に3,500人の日系人がアメリカ軍でさまざまな任務に当たっていた。
1943年1月28日、日系人による連隊規模の部隊が編制されることが発表され、強制収容所内などにおいて志願兵の募集が始められた。部隊名は第442連隊であるが、歩兵連隊である第442連隊を中核に砲兵大隊、工兵中隊を加えた独立戦闘可能な連隊戦闘団として編成されることとなった。ハワイからは以前から大学勝利奉仕団で活躍していた者を含む2,686人、アメリカ本土の強制収容所からは1,500人の日系志願兵が入隊した。本土の強制収容所からの入隊者が少ないのは、各強制収容所内における親日派・親米派の対立や境遇が影響していたが、ハワイでは事情が異なり、募集定員1,500人の6倍以上が志願したため、定員が1,000人増やされた。なお、徴兵年齢（18-39歳の男性）の日系人人口は、ハワイで23,000人強、本土では25,000人程度で大差はなかった。
編成当初、背景事情の違いから本土出身者とハワイ出身者の対立は深刻で、ハワイ出身者は本土出身者を「コトンク（空っぽ頭）」、本土出身者はハワイ出身者を「ブッダヘッド（釈迦の頭、つまり刈上げ髪を揶揄した言葉）」と呼んで互いに反目し合い、第100歩兵大隊の兵士も加わった暴力沙汰も発生した。
そこで上層部は、双方の対立を解消すべくハワイ出身者に本土の強制収容所を見学させることとした。彼らは有刺鉄線が張り巡らされ、常に監視員が銃を構えているという、刑務所同然の現状を目の当たりにして、いかに本土出身者が辛い状況に置かれているかを知り、対立は解消されることとなった。
日系人部隊のモットー「Go for broke!」（「当たって砕けろ!」の他、「死力を尽くせ!」、「撃ちてし止まん」、「一か八かだ」といった意味合い）」は、元来はハワイ・クレオール英語でギャンブルで有り金すべてをつぎ込むことを意味する。当時のハワイには日本以外にもフィリピンや中国などアジアからの移民が多く、仕事場となったサトウキビのプランテーションでは賭博が盛んに行われていたが、移民同士は現地のハワイ語や英語を組み合わせたピジン英語で会話していた。日系人部隊の活躍が知られるようになったこともあり、現代では元の『有り金をつぎ込む』の他にも『当たって砕けろ』という日系人部隊に由来する意味も辞書に載るようになった。

## ヨーロッパ戦線での活躍
日系人部隊は当初、白人部隊の「弾除け」にされる、または大きな損害を受けた場合にそのような非難を受けるのでは、という軍上層部の危惧により戦闘には投入されなかった。1943年8月に北アフリカのオランに到着した第100歩兵大隊の配備先は未定だったが、大隊側からの希望によって、9月22日に第34師団第133連隊に編入され、イタリアのサレルノに上陸した。29日にはドイツ国防軍と遭遇し、初の戦死者を出した。

### ローマへの侵攻
1944年1月から2月にかけて、イタリア戦線におけるドイツ軍の防衛線「グスタフ・ライン」の攻防において激戦を繰り広げた。5月には、ローマ南方の防衛線「カエサル・ライン」の突破にも活躍している。ローマへの進撃の途上で激戦地モンテ・カッシーノでの戦闘にも従事し、多大な犠牲を払った。部隊はベネヴェントで減少した兵力の補充を受け、ローマを目指したが、軍上層部の意向によりローマを目前にして停止命令が出され、後続の第1特殊任務部隊などの白人部隊が1944年7月4日に入城してローマ解放の栄誉を手にした。結局、部隊はローマに入ることを許可されず、ローマを迂回しての北方への進撃を命じられた(これはこれで、実力を認められて先鋒を任された名誉という解釈もある)。
イタリアに到着していた第442連隊は第1大隊が解体されたため1個大隊欠けていた編成となっていたので、6月に第100歩兵大隊を第442連隊に編入して、第442連隊戦闘団をスヴェレート、ピサなどイタリア北部での戦闘に参加させた。

### ブリュイエールの解放

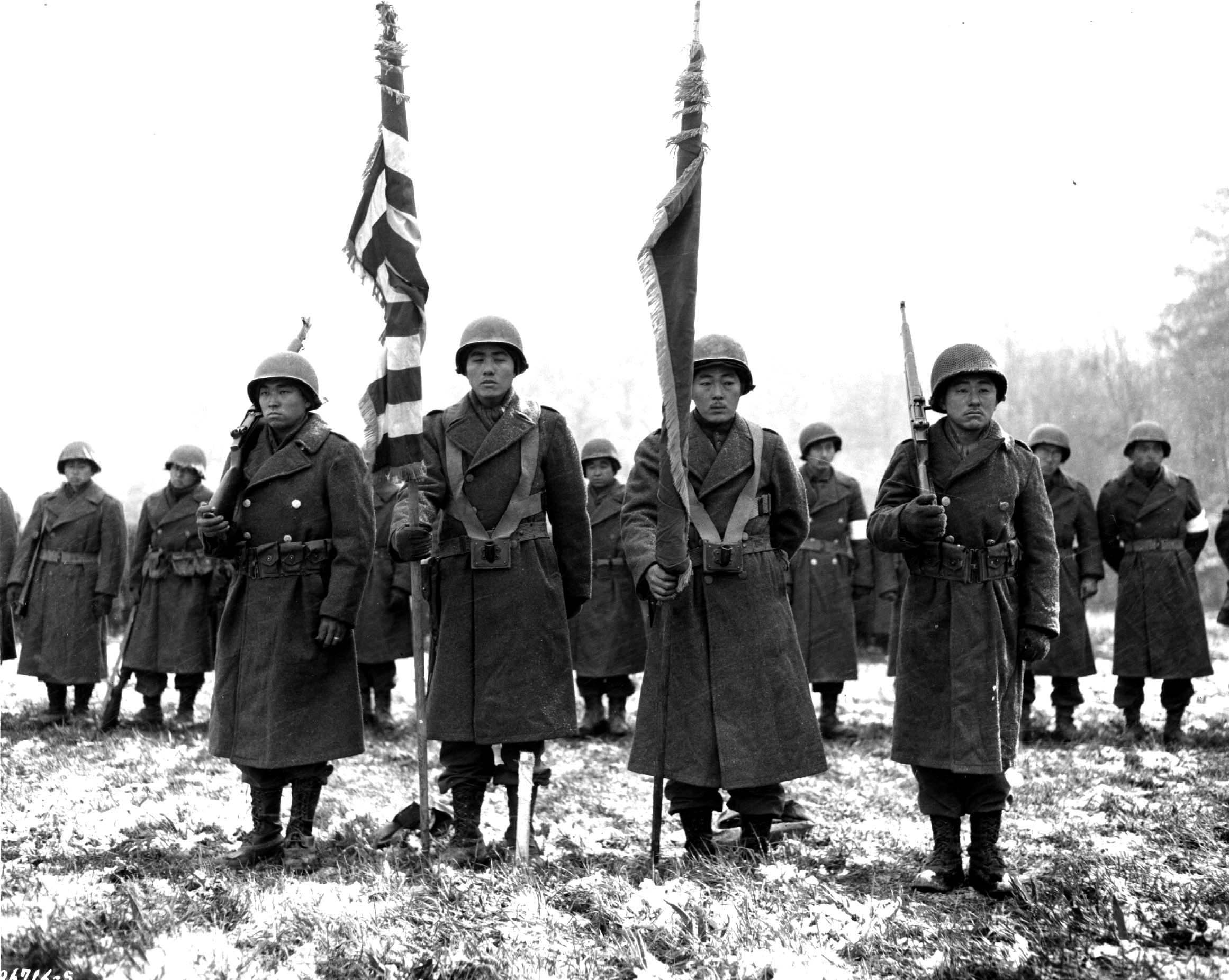
ブリュイエール近郊において、感状の伝達式に臨む第442連隊の兵士（1944年11月12日）。

1944年9月に部隊は西部戦線へ移動し、第36師団に編入された。10月にはフランス東部アルザス地方の山岳地帯で戦闘を行う。10月15日以降、ブリュイエールの街を攻略するため、周囲の高地に陣取るドイツ軍と激戦を繰り広げた。一帯は、山岳・森林地帯であるため戦車が使えず、歩兵の力のみが頼りであった。20日には町を攻略したものの、第36師団長ジョン・アーネスト・ダールキスト（John E. Dahlquist）少将の命令により、引き続き町東方の攻略を継続した。
戦後のブリュイエールでは、同部隊の功績に敬意を表した住民達によって、戦後に町の通りの1つが、「第442連隊通り」と名付けられた。加えて、同通りの先にある、嘗ての戦場へと至る小高い丘には、「第442連隊記念碑」が建立されている。同碑には、
| 各々の国家への忠誠は、人種の如何に関わらないという歴史的事実を、改めて証明してくれた米陸軍第442連隊戦闘団の諸君へ。 祖先が日本人である、このアメリカ人達は、1944年10月30日、ブリュイエールでの戦闘において、ドイツの防衛主力を突破し、敵に4日間に亘って包囲された、第141歩兵大隊を救出した。 |

と記されている。
ブリュイエールでは、1994年10月15日に442連隊の退役兵達が招かれ、解放50周年記念式典が執り行われた。

### テキサス大隊の救出
1944年10月24日、第36師団141連隊第1大隊、通称「テキサス大隊」がドイツ軍に包囲されるという事件が起こった。彼らは救出困難とされ、「失われた大隊」と呼ばれ始めていた。10月25日には、第442連隊戦闘団第2大隊に待機命令、翌26日には救出命令が下り、部隊は出動した。休養が十分でないままの第442連隊戦闘団は、ボージュの森で待ち受けていたドイツ軍と激しい戦闘を繰り広げることとなる。
10月30日、ついにテキサス大隊を救出することに成功した。しかし、テキサス大隊の211名を救出するために、第442連隊戦闘団の56名（617高地:第2大隊12名、失われた大隊救出:連隊本部等3名、第100歩兵大隊11名及び第3大隊30名）が戦死し、約800名が負傷した。
この戦闘は、後にアメリカ陸軍の十大戦闘に数えられるようになった。
救出直後、442部隊とテキサス大隊は抱き合って喜んだが、大隊のバーンズ少佐が軽い気持ちで「ジャップ部隊なのか」と言ったため、第442部隊のタムラ少尉が「俺たちはアメリカ陸軍442部隊だ。言い直せ！」と激怒して掴みかかり、少佐は謝罪して敬礼したという逸話があるが、これは日本の作家である矢野徹による創作の可能性が高いとされている。
テキサス大隊救出作戦後も戦闘は続き更に被害は増加した。
ようやく後方へと下がった11月12日に師団長ダールキスト少将が師団を離れる戦闘団を閲兵した際、整列した兵士があまりに少ない（K中隊に18名、I中隊には8名しかいなかった）のを見とがめ、「部隊全員を整列させろといったはずだ」と不機嫌に言ったのに対し、連隊長代理のミラー中佐が「将軍、目の前に居るのがその全員です。（This is all the men, sir）」と答えた。その報告を聞いたダールキスト少将はショックの余りスピーチさえできなかったという。これは第36師団編入時には約2,943名いた兵員が800名ほどにまで減少していたからである。
Vosges・Bruyeres解放の戦闘(1944年10月14日～25日)　※失われた大隊救出前での戦死者。
第100大隊：29名／第2大隊：42名／第3大隊：3名／第232工兵中隊：2名／計：76名
Vosges・失われた大隊救出の戦闘(1944年10月26日～31日)での戦死者。
連隊本部：1名／第100大隊：11名／第2大隊：12名／第3大隊：29名／派遣衛生小隊：1名／第232工兵中隊：1名／第522野砲大隊：1名／計：56名
Vosges・ラ・ウシエール～セントダイの戦闘(1944年11月1日～17日)※失われた大隊救出後での戦死者。
第100大隊：5名／第2大隊：20名／第3大隊：15名／第232工兵中隊：2名／対戦車中隊：3名／計：45名
Vosgesの一連の戦闘での戦死者合計：177名
シャンパン・キャンペーンでの戦死者。　
第100大隊：1名／第2大隊：7名／第3大隊：6名／第232工兵中隊：2名／計：16名

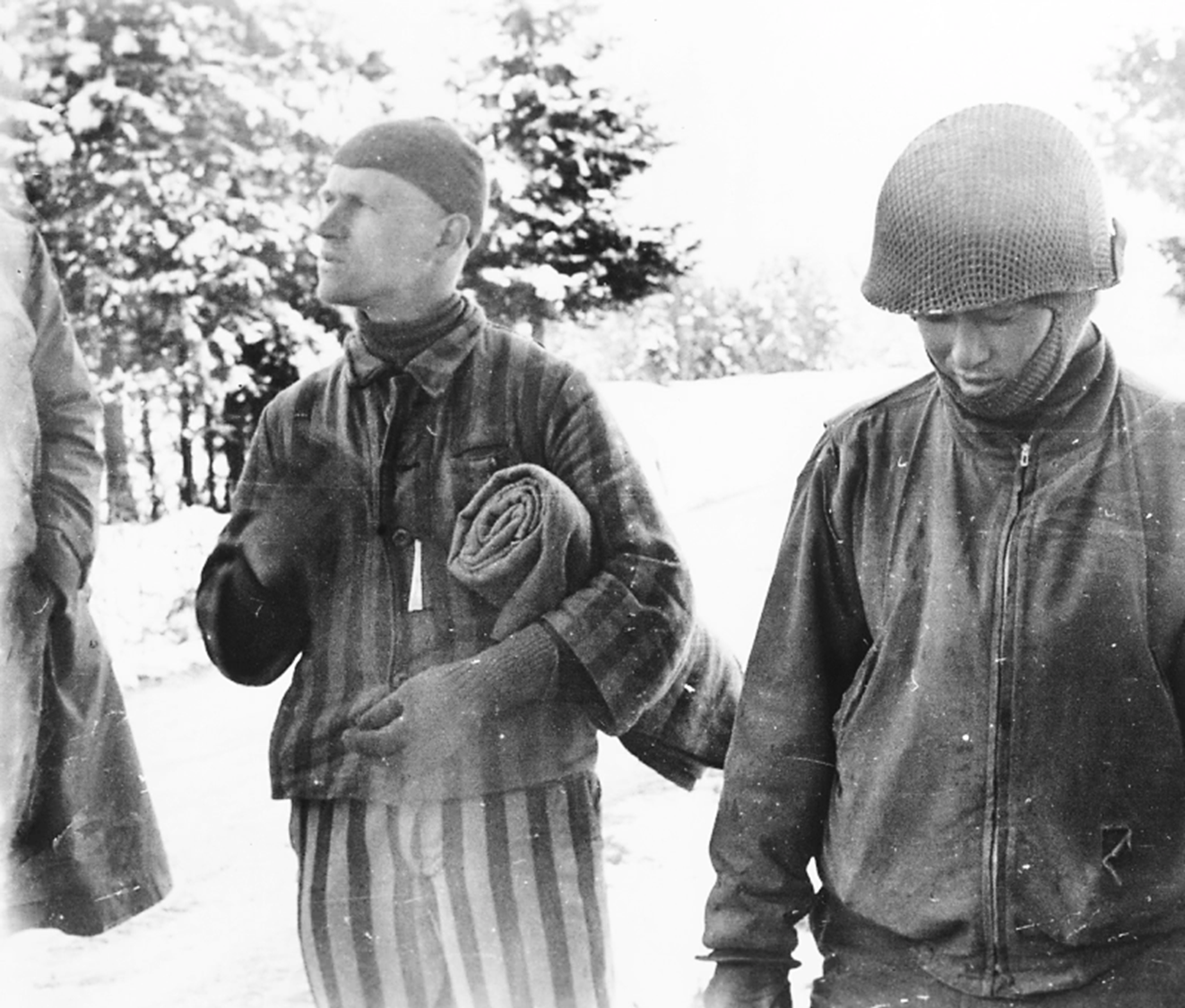
救出したダッハウ強制収容所の生存者と第522野戦砲兵大隊の兵士（1945年5月2日）。

フランス戦線全体での戦死者合計：193名

### ダッハウ強制収容所の解放
再編成を行った第442連隊戦闘団はイタリアに移動し、「ゴシックライン」と呼ばれるドイツ軍の防衛線において、「バッファロー・ソルジャー」と呼ばれる黒人兵主体の第92師団に配備された。そして半年に渡って膠着していた戦線をわずか30分で攻略する戦果を上げ、そこで終戦を迎えている。隷下の第522野戦砲兵大隊は、フランス戦後はドイツ国内へ侵攻し、ドイツ軍との戦闘のすえにミュンヘン近郊のダッハウ強制収容所の解放を行った。しかし日系人部隊が強制収容所を解放した事実は1992年まで公にされることはなかった。

## 叙勲
欧州戦線での戦いを終えた後、第442連隊戦闘団はその活動期間と規模に比してアメリカ合衆国軍事史上でもっとも多くの勲章を受けた部隊となり、歴史に名前を残すことになった。特にその負傷者の多さから、「パープルハート大隊」とまで呼ばれた。戦闘団は総計で18,000近くの勲章や賞を受けており、その中には以下のようなものも含まれている。
- 議会名誉黄金勲章：1[16]（アメリカ合衆国で民間人に与えられる最高位の勲章。2010年10月5日、オバマ大統領により第100歩兵大隊と第442連隊戦闘団の功績に対し、授与された。）
- 名誉勲章（議会栄誉章）：21（アメリカ軍における最高の栄誉。セラヴェッツァ近郊での戦いで数々の殊勲をあげ、1945年4月5日に友軍をまもるために、投げ込まれた手榴弾の上に自らの体を投げ出して戦死したサダオ・ムネモリ上等兵が受章。第2次世界大戦における名誉勲章の授与数は464、そのうち1998年に授与されたジョー・M・ニシモト上等兵のものと、殊勲十字章から格上げされた19個をあわせた21の名誉勲章が442連隊に与えられている）
- 陸軍殊勲十字章：29
- 銀星章：560（複数回獲得を表す樫葉の追加が28）
- 勲功章：22
- 陸軍褒章：15
- 青銅星章：4,000（+樫葉追加が1,200）
- 名誉戦傷章：9,486（モンテ・カッシーノの戦いで続出した凍傷患者に対する授与が過半）
- アメリカ合衆国大統領部隊感状：7枚（トルーマン大統領が自らの手で連隊旗に、第442連隊としては7枚目となる「大統領部隊感状」を括り付けた。これは合衆国陸軍では初めての出来事。7枚という数字は、合衆国陸軍の最多受賞部隊でもある）

格上げが多いのは、当時日本と戦争中のアメリカで日系人部隊を評価することにためらいがあったが、戦後そのしがらみがなくなり再評価されたためと、1960年代に公民権法が施行され、それまでの人種差別政策が是正されたためである。

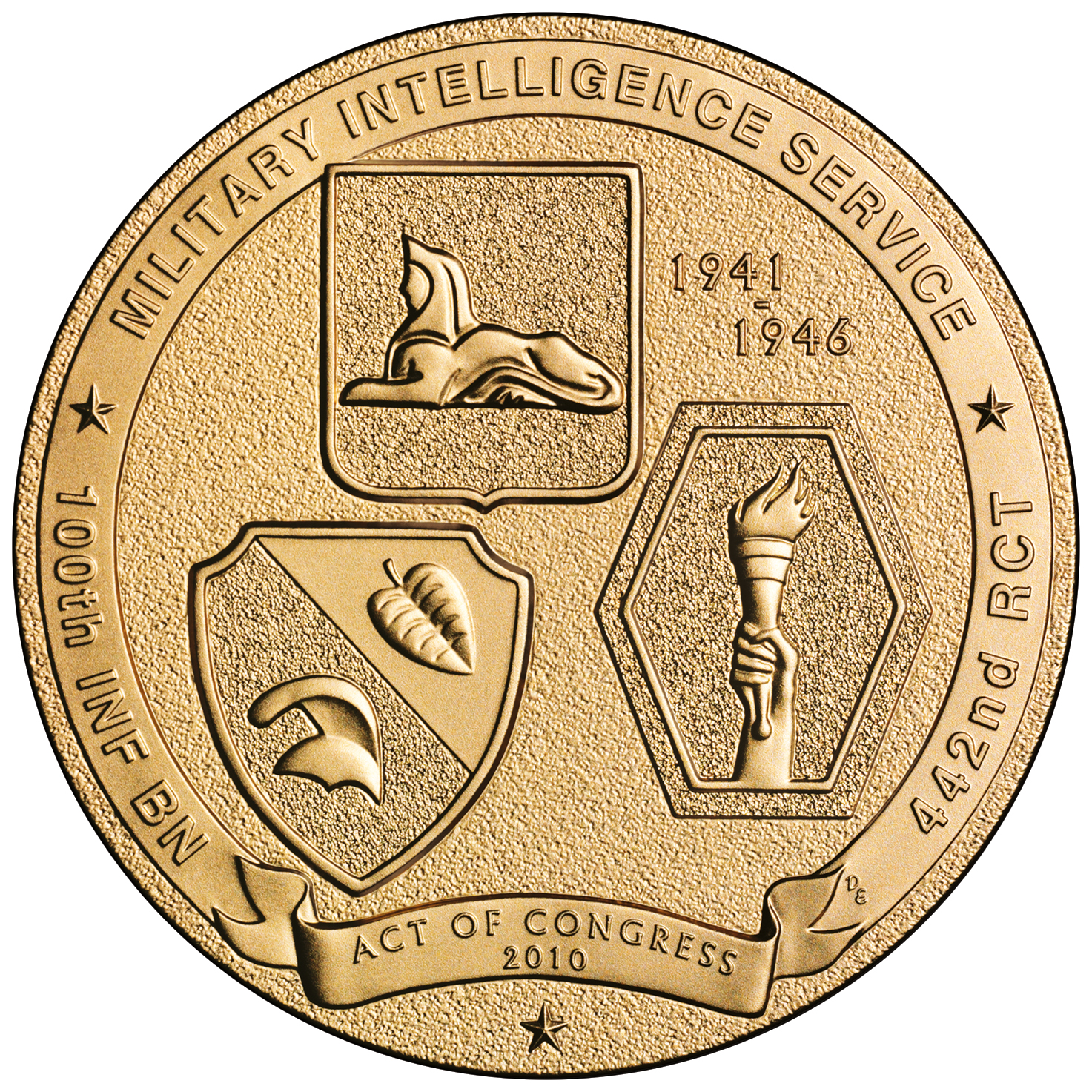
日系二世の軍人を称えた議会名誉黄金勲章（裏）。第442連隊、第100大隊、陸軍情報部の記章が描かれている。

## 442連隊の戦後

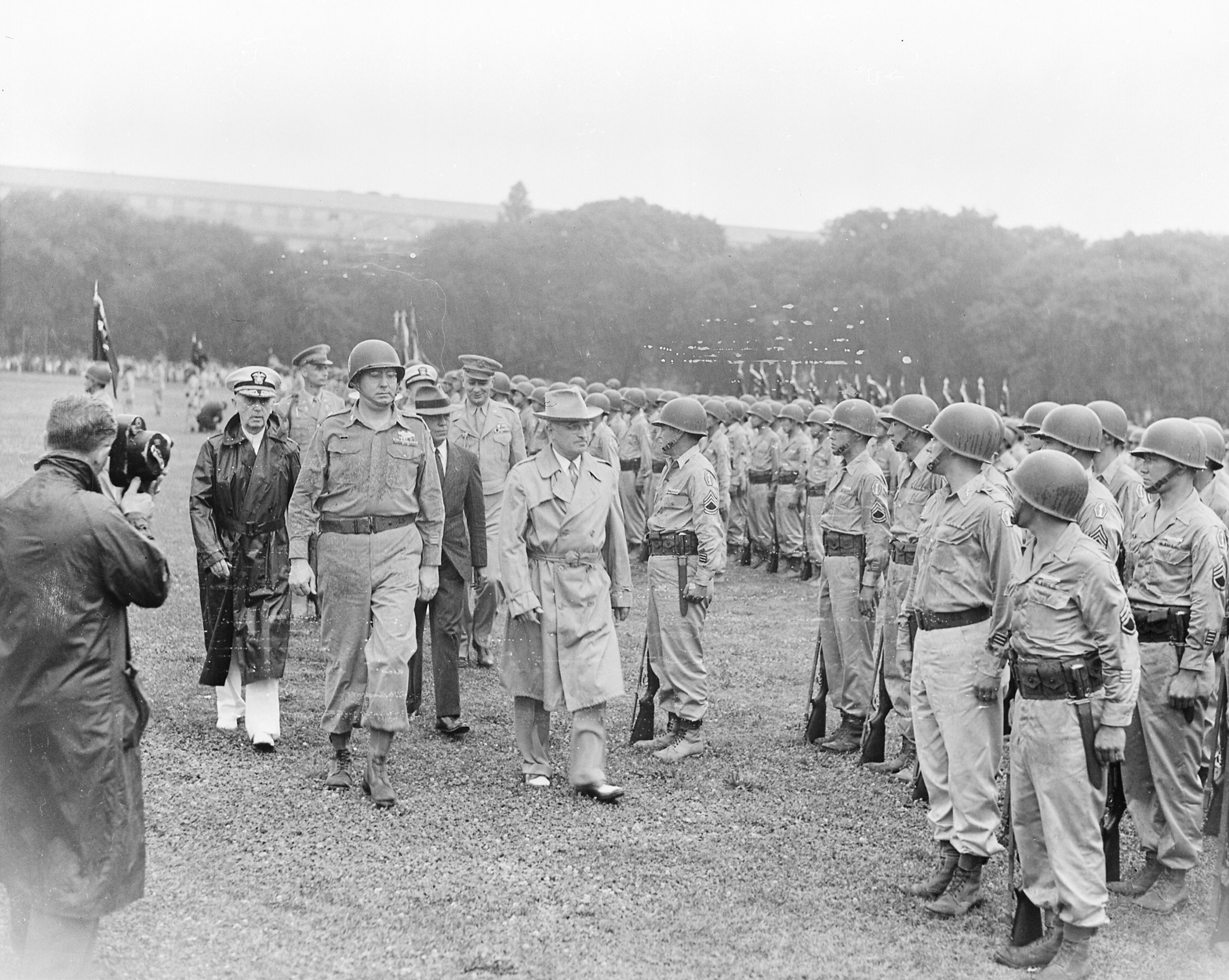
第442連隊戦闘団を閲兵するトルーマン大統領（1946年7月15日）

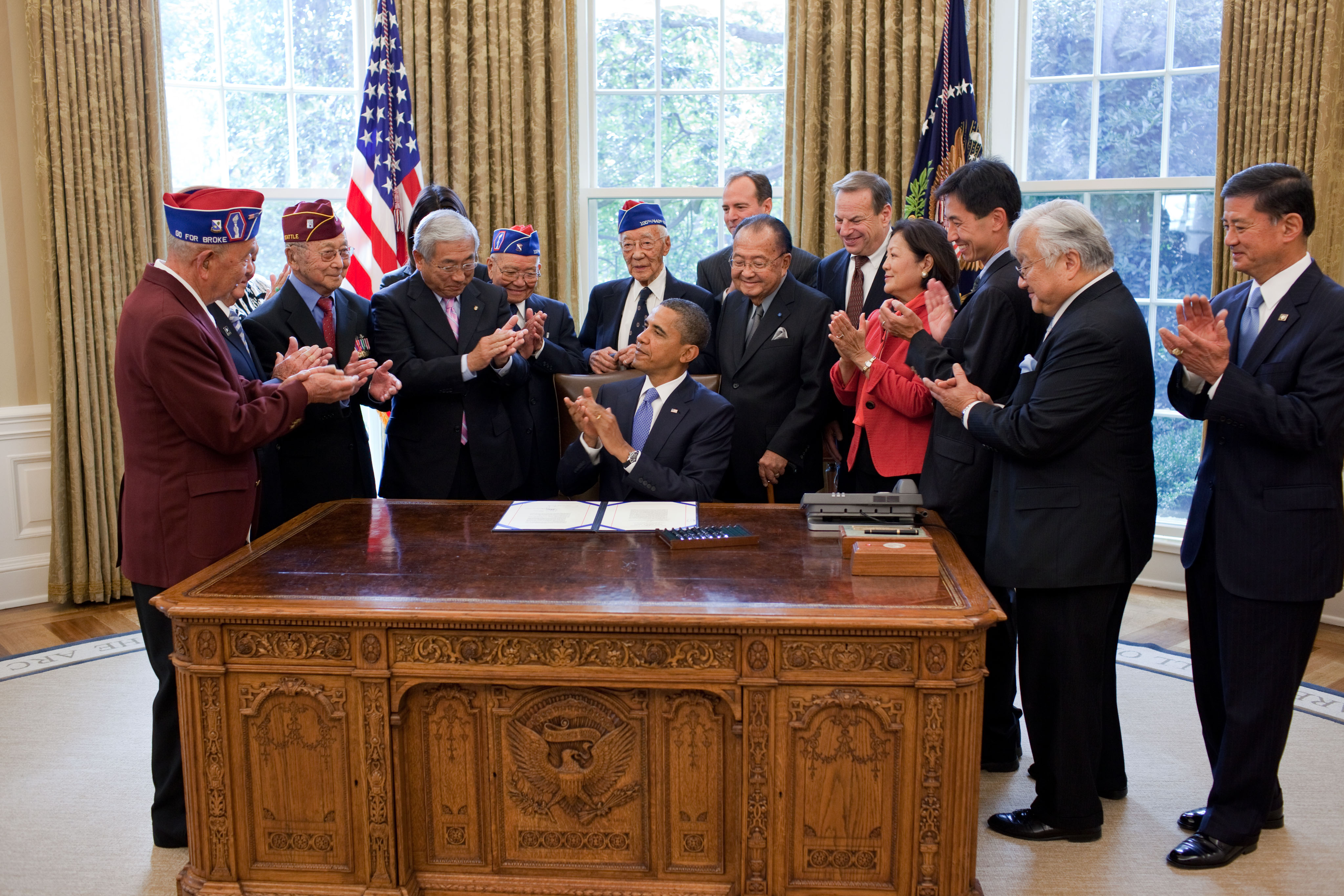
元兵士らの前で議会名誉黄金勲章を授与する法案に署名するオバマ大統領（2010年）

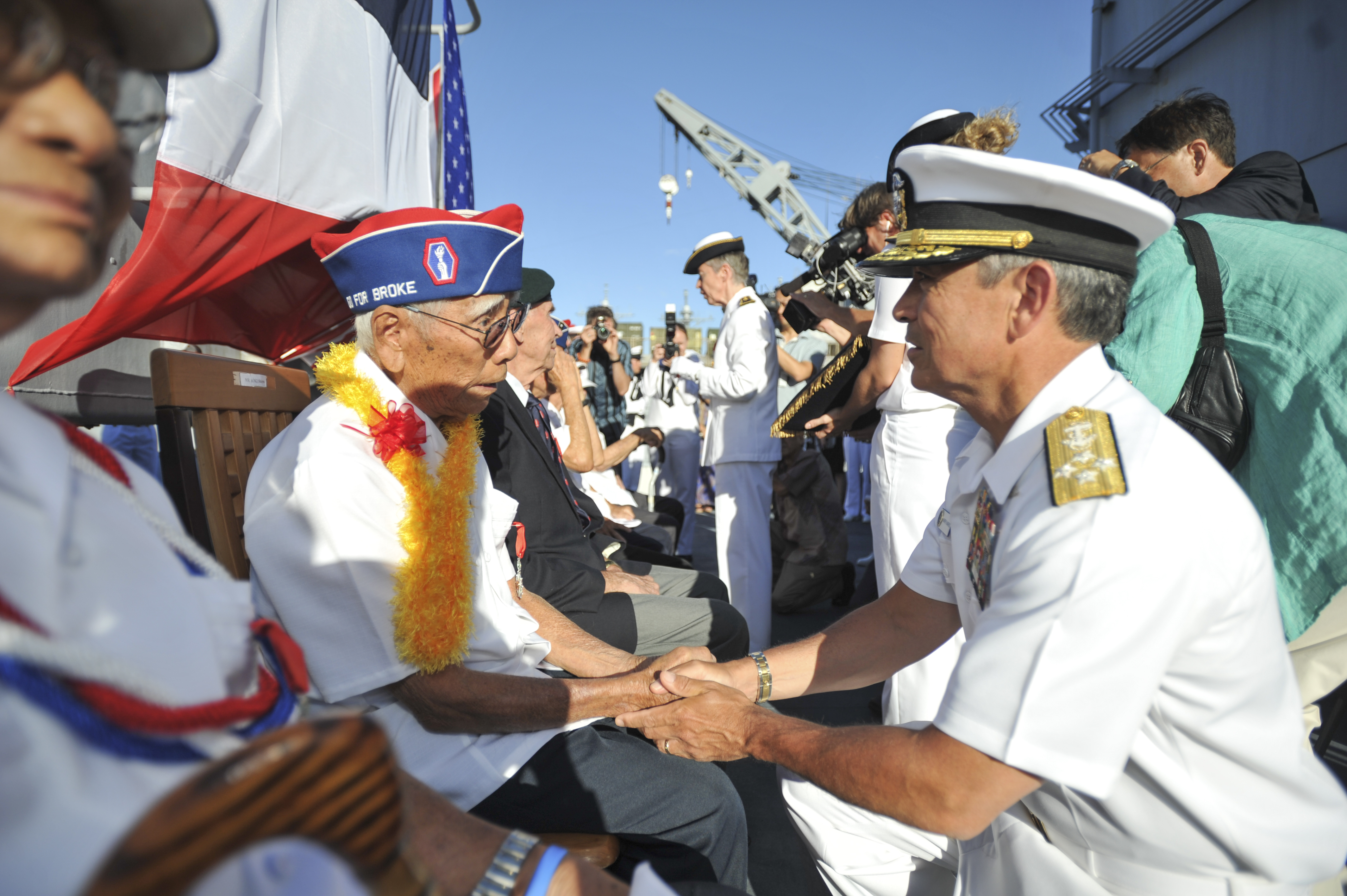
元兵士らと握手するハリー・B・ハリス・ジュニア司令官（2014年）

442連隊が強制収容所の被収容者を含む日系アメリカ人のみによって構成され、ヨーロッパ戦線で大戦時のアメリカ陸軍部隊として最高の殊勲を上げたことに対して、1946年にトルーマン大統領は、「諸君は敵だけではなく、偏見とも戦い、そして勝ったのだ。（You fought not only the enemy, you fought prejudice－and you won.）」と讃えている。
戦死した442連隊員のうち、永戸文武・棚町三郎の元上等兵2名は、1948年6月4日に日系人として初めて、アーリントン国立墓地に埋葬されることとなった。同日に執り行われた戦争省とJACLによる合同葬において、民主党のエド・ゴセット連邦下院議員（テキサス州選出）は、「これ程までに、人種の壁を打ち破った男達の集団は、おそらく歴史上類を見ないだろう」語った。ジェイコブ・L・デバース陸軍地上軍司令官も、
「祖国への忠誠心、祖国のために戦う覚悟と意志、そして必要ならば死ぬ覚悟があるかどうかという、至高の最終テストがある。このアメリカ人とその仲間達は、見事そのテストに合格した。彼らは、疑う余地なく忠誠と献身を証明した。今日、心からの敬意を受けるべき2人の男は、“日系アメリカ人”ではなく、“アメリカ人”と呼ばれる権利を十二分に獲得している。彼等のアメリカニズムは、その尊い犠牲によってのみ表現される」
とスピーチの中で述べた。
しかし勇戦もむなしく、戦後も日系人への人種差別に基づく偏見はなかなか変わらなかった。部隊の解散後、アメリカの故郷へ復員した兵士たちも、主に南部の白人住民から「ジャップを許すな」「ジャップおことわり」といった敵視・蔑視に晒され、仕事につくこともできず財産や家も失われたままの状態に置かれた。
やがて1960年代になると、アメリカ国内における人権意識、公民権運動の高まりの中で、日系人はにわかに「模範的マイノリティー」として賞賛されるようになる。
442連隊は1946年にいったん解体されたが、1947年には予備役部隊として第442連隊が再編制され、ベトナム戦争が起こると、1968年には不足した州兵を補うために州兵団に編入された。その後、1969年に解体されたが、連隊隷下部隊のうち第100歩兵大隊が予備役部隊として現存している。部隊は本部をハワイのフォートシャフターに置き、基地をハワイ、アメリカ領サモア、サイパン、グアムなどに置いている。部隊は統合や再編制を繰り返しているが、現在も主力は日系人を含むアジア系アメリカ人が占めている。
2004年8月に、第100歩兵大隊は第29独立歩兵旅団（ハワイ州兵）の大隊機動部隊の一つとして、イラクにおける任務のために活動を再開した。部隊はハワイのスコーフィールド・バラックス（Schofield Barracks）にて動員され、テキサス州のフォート・ブリスで2004年に訓練を受けた。その後、ルイジアナ州フォート・ポークで練成度を確認され、2005年3月よりイラクで任務に就いている。これは2006年に帰還している。
2010年10月にオバマ大統領は、442連隊戦闘団と陸軍情報部に、アメリカ合衆国において最高位の勲章である議会名誉黄金勲章を授与する法案に署名した。現在のアメリカ陸軍では、442連隊戦闘団の歴史を学ぶ授業は必修課程となっている。
2021年6月3日にはアメリカ合衆国郵便公社(USPS)より442連隊を称える郵便切手が発行された。
2025年3月初め、DEIの促進を停止するアメリカ合衆国大統領ドナルド・トランプの大統領令に基づき、アメリカ陸軍公式ウェブサイト内の第442連隊戦闘団に関するページの公開が停止された。これに対し日系アメリカ人市民同盟やハワイ州選出の下院議員エド・ケースらが抗議を行い、再公開を求めた。3月15日、第442連隊戦闘団の歴史を記したページは再公開された。再掲載直前に陸軍報道官はハワイ・ニュース・ナウに対し、「大統領の行政命令と国防長官の指示」によって削除されたと述べたうえで、「現在の指示に沿って再公開される予定」であると告知している。

## 著名な出身者

### 名誉勲章受章者
- 羽白バーニー二四三
- 長谷本幹夫 †
- 林ジョー良 †
- 林静也
- 井上ダニエル建 - ハワイ州選出上院議員、上院仮議長
- 小橋川栄喜
- 黒田ロバート利男 †
- 茂戸薫
- 旨森貞夫 † - 初の受章者
- 村永清 †
- 中江“カーリー”正人
- 仲嶺真栄 †
- 中村ウィリアム健造 †
- 西本ジョー真織 †
- 大畠アラン正春
- 大久保ジェームズ和男
- 奥津幸雄
- フランク・オーノ
- 大谷一雄 †
- 坂戸ジョージ太郎
- 田上テッド隆行 †

### 殊勲十字章受章者[29]
- 赤星アーヴィング光雄
- 荒尾ヘンリー泰昌
- 粟国政雄
- 藤原リチャード好美
- 平田ジェシー政人
- 飯田ジョージ新一
- 金永玉 - 唯一の朝鮮系
- 河田喜一 †
- 黒田ロナルド春人
- 間所ハリー文雄 †
- 増田一雄 †
- 又吉“ロッキー”真栄
- 宮本“ジョー”富士男
- 宮城武一
- 中崎ロバート清 †
- 大野トーマス好美
- 大竹ラッセル正直 †
- 笹岡五六 †
- 杉山東吾 †
- 末廣勝
- 高田ジョセフ繁雄 † - 初の受章者
- 竹本恒雄
- 谷本ラリー忠行 †
- 田添ジム良雄
- 山永トーマス勇 †
- 山城ゴードン権盛 †
- 安竹ロバート博
- 與儀松市 †
- 横田雪雄

### その他
- クラレンス・マツムラ - 第522野戦砲兵大隊第100・第442統合戦闘団。軍曹。
- 松永スパーク正幸 - ハワイ州選出下院議員（1962年-1976年）、ハワイ州選出上院議員（1977年-1990年）
- モンタナ・ジョー
- 正岡マイク優
- 田中ジョン實 - アラスカ州ジュノーにある『空席の椅子の記念碑』のモチーフとなった人物。
- 遠藤正美 - 歌手AIの祖父。
- バージル・ミラー - 副連隊長および連隊長を務めた。プエルトリコ出身。

## 映像化作品

### 映画
『二世部隊』（1951年、米）
第442連隊戦闘団の活躍を描いたアメリカ映画、原題は『GO FOR BROKE!』。日系人部隊の編成から「失われた部隊」の救出までを描き、当時実際に出征した日系人も出演している。
『ベストキッド』（1984年、米）
主人公の師匠であるミヤギ (Keisuke Miyagi) は、「第442連隊に在籍し、名誉勲章を受勲した」という設定であり、ヨーロッパ戦線に出征していたことが明かされる場面がある。
『ヒマラヤ杉に降る雪』（1999年、米）
『ザ・ブレイブ・ウォー 第442部隊』（2006年、米）
実話や当事者の証言に着想を得た自主映画。生還を果たしたがPTSDに苦しむ主人公の回想を主軸に、日系人将兵とその家族、恋人がたどった足跡が示される。
主人公の父親役をパット・モリタが演じている。
『442日系部隊 アメリカ史上最強の陸軍』（2010年11月13日公開、日米）
監督・脚本：すずきじゅんいち。元兵士の証言をまとめた日米合作のドキュメンタリー映画。2010年の「第23回東京国際映画祭　日本映画・ある視点」に正式招待作品として上映後、日本公開が決定。
『ザ・ブレイブ・ウォー 第442部隊』（2010年、米）
この他、ダニエル・イノウエの原作を元に、邦画として渡辺謙監督での映画化の話が進行している。脚本は開戦からトレーニング、ハワイ系とそれ以外の日系人の対立と和解などを経て、ヨーロッパ戦線での戦いまでを追う内容。

### テレビドラマ
『山河燃ゆ』（1984年、日本）
NHK大河ドラマ。山崎豊子原作の『二つの祖国』をモデルにしたテレビドラマである。主人公・天羽賢治の末弟、勇が第442連隊戦闘団に志願し欧州戦線で聴覚を失う。
『コールドケース5』（2007～2008年、米）
第11話「封筒（原題：Family 8108）」で扱われている。登場人物の中にサダオ・ムネモリをモデルとした人物が登場する。なお、作品そのものは全7シーズンで、2003年から2010年まで（通算では104話）。
『99年の愛〜JAPANESE AMERICANS〜』（2010年、日本） -
TBS開局60周年企画で橋田壽賀子脚本のスペシャルドラマ。11月3日から7日にかけて5夜連続で放送された。ワシントン州シアトルを舞台にしている。日本人家族がアメリカに移住し、戦前からの反日感情や太平洋戦争において引き裂かれた日系アメリカ人が日米間でそれぞれの悲劇を乗り越え、70年後まで強く生きてきたことを伝えている。そのうち第4夜「日系人部隊」（11月6日放送）では、平松家の長男・一郎がヨーロッパ戦線で戦友の夏木を銃弾からかばい、戦死した。
『Go for Broke! ハワイ日系二世の記憶』（2012年、日本）　
アメリカ陸軍第100歩兵大隊と第442連隊戦闘団、並びに陸軍情報部に所属したハワイの日系二世退役軍人31名と3名の二世女性の証言を集めたドキュメンタリー映画で、現地ハワイの映画コンペティションでも高い評価を受けた。

### 漫画
『BUDDHA HEAD/ブッダヘッド』（原作鷹匠政彦 、作画:橋本孤蔵。MANGAオールマン、全2巻)